# Brak (personaggio)
Brak è un personaggio immaginario apparso per la prima volta nella serie animata Space Ghost e Dino Boy della Hanna-Barbera, creato e disegnato dal fumettista Alex Toth insieme ai produttori William Hanna e Joseph Barbera e doppiato nelle versioni originali da Keye Luke in Space Ghost e Dino Boy e da Andy Merrill in Space Ghost Coast to Coast, Cartoon Planet e The Brak Show. Apparve per la prima volta nell'episodio The Lure di Space Ghost e Dino Boy. Brak è un alieno spaziale con le sembianze di un gatto ed è uno dei nemici di Space Ghost nella prima serie.

## Ruolo nelle serie animate

### Space Ghost - Il Fantasma dello Spazio
Brak e suo fratello Sisto sono dei pirati spaziali che cercano di conquistare la galassia. I due sono stati i principali nemici di Space Ghost negli episodi The Lure e I saccheggiatori e sono protagonisti anche della storyline in sei parti Il consiglio del giudizio (principalmente nell'episodio Due facce del giudizio).

### Space Ghost Coast to Coast and Cartoon Planet
Brak e suo fratello Sisto sono tornati nel primo episodio Spanish Translation di Space Ghost Coast to Coast, come parodia della serie animata Beavis and Butt-Head. Brak avrebbe continuato a fare frequenti apparizioni su Space Ghost Coast to Coast, ma il suo personaggio svilupperà più personalità nello spin-off Cartoon Planet, presentato in anteprima su TBS nel 1995.
In risposta alla lettera di uno spettatore, come visto in un episodio di Cartoon Planet, Brak ha rivelato che il suo attuale livello di stupidità è l'effetto secondario di una nuvola di polvere spaziale creata da Space Ghost alla fine dell'episodio The Lure. La stessa Cartoon Network ha poi confermato la Pirranamyte, la nuvola di polvere spaziale, come causa principale della sua stupidità.

### The Brak Show
Nel 2000, Brak ha ospitato due spettacoli di varietà intitolati Brak Presents The Brak Show Starring Brak. Questi speciali avevano lo scopo di testare la futura serie spin-off basata su Brak. The Brak Show vede Brak interpretare un adolescente di periferia che vive con i suoi genitori e il fratello Sisto, che va in giro con il suo amico Zorak. Questa versione di Brak è ancora più infantile e amichevole rispetto alle precedenti comparse del personaggio. Oltre alla famiglia di Brak e il suo amico Zorak, sono stati aggiunti nuovi personaggi come il vicino robotico Thundercleese.